# Hr.Ms. Dolfijn (1960)
De Hr.Ms. Dolfijn was een Nederlandse onderzeeboot van de Dolfijnklasse. De boot werd gebouwd door de Rotterdamse scheepswerf RDM. In 1960 werd de boot in dienst gesteld. Van 4 maart 1965 tot 15 februari 1967 werd de Dolfijn tijdelijk uit dienst genomen omdat de boot gemoderniseerd werd. Na de uitdienstname van de Dolfijn in 1982 werd de boot tot 1 februari 1985 in reserve gehouden. In dat jaar werd hij op 22 juli voor de sloop verkocht aan de scheepswerf Heuvelman uit Puttershoek. De sloop van de boot gebeurde uiteindelijk in 's-Gravendeel.